# 비보 (브랜드)
비보(vivo)는 중화인민공화국의 BBK 일렉트로닉스사의 휴대 전화 브랜드이다. 2009년에 만들어졌다. 이 회사는 V-App 스토어를 통해 배포되는 전화용 소프트웨어를 개발하며, iManager는 독점 안드로이드 기반 운영 체제에 포함되어 있으며, 중국 본토의 오리진 OS와 다른 곳의 펀터치 OS도 포함되어 있습니다. 비보는 독립적인 회사이며 자체적으로 제품을 개발한다. 직원은 10,000명이며, 연구 개발 센터는 선전, 광둥, 장쑤성 난징에 있다.